# King of the World
Singles de Sheila et B. Devotion
Spacer
(1979) Pilote sur les ondes
(1980)
King of the World est une chanson de Sheila et B. Devotion, écrite et composée par Bernard Edwards et Nile Rodgers du groupe Chic et parue sur l'album éponyme,,. Elle est sortie en tant que 2e single de l'album King of the World.

## Historique
Lancée à la fin de la vague disco, King of the World est une chanson qui a marqué la carrière de Sheila. Elle l'a interprétée de nombreuses fois sur les plateaux des principales chaines de télévision en Europe. Ce titre a fait l'objet d'un clip. 
Pour la première fois Sheila a interprété King of the World dans un de ses spectacles sur la scène de l'Olympia de Paris en 2012 au cours du spectacle réalisé pour fêter son jubilé de 50 ans de carrière.

## Fiche artistique
- Titre : King of the World
- Paroles : B Edwards / N Rodgers
- Musique : B Edwards / N Rodgers
- Interprète d’origine : Sheila
- Ingénieurs du son : B. Scheniman et L. Alexander
- Studio : Power Station à New York
- Producteur : Bernard Edwards / Nile Rodgers pour Chic Organisation Ltd.
- Année de production : 1980
- Éditeur :  Sony / ATV Songs LLC / Bernard's Other Music
- Parution : mai 1980
- Durée : 04:32

## Classements et ventes

### Classements hebdomadaires
| Classement (1980) | Meilleure position |
| ----------------- | ------------------ |
| France (IFOP)     | 11                 |

### Ventes
| Ventes certifiées | Ventes réelles | Certification France |
| ----------------- | -------------- | -------------------- |
| -                 | 124 000        | -                    |

## Production

### France
Version 1980 :
- Édition sur album original King of the World ainsi que sur plusieurs rééditions.

- En 45T SP (avec en Face B Mayday)
  -  France  - 45 tours / SP Stéréo  Carrère 49573 sorti en 1980
- En Maxi 45T SP (avec en Face B Mayday)
  -  France  - Maxi 45 tours / SP Stéréo  Carrère 8093 sorti en 1980

- Édition sur compilation Les Années disco

### Étranger
- Édition sur album original King of the World : Afrique du Sud, Allemagne, Argentine, Brésil, Canada, Corée du Sud, Espagne, États-Unis, Grèce, Israël, Italie, Japon, Liban, Malaisie, Mexique, Portugal, Suède, Taiwan, Thaïlande, Venezuela

- En 45T SP (avec en Face B Mayday)
  -  Allemagne  - 45 tours / SP Stéréo  Carrère CAR 150 sorti en 1980
  -  Espagne  - 45 tours / SP Stéréo  Carrère CAR 0016 sorti en 1980
  -  États-Unis  - 45 tours / SP Stéréo  Carrère CAR 7304 sorti en 1980 avec sur l'autre Face Your love is good
  -  Japon  - 45 tours / SP Stéréo  Carrère VIPX 1540 sorti en 1980 avec en Face B Spacer
  -  Mexique  - 45 tours / SP Stéréo  Carrère CAR PEERLESS 11679 sorti en 1980 avec en Face B Charge plates and credit cards
  -  Royaume-Uni  - 45 tours / SP Stéréo  Carrère CAR 150 sorti en 1980
  -  Suède  - Maxi 45 tours / SP Stéréo  Carrère EMI 49573 sorti en 1980

- En Maxi 45T SP (avec en Face B Mayday)
  -  Allemagne  - Maxi 45 tours / SP Stéréo  Carrère 2141 208 sorti en 1980
  -  États-Unis  - Maxi 45 tours / SP Stéréo  Carrère DMD 245 sorti en 1980 avec en Face B Your love is good (remix)
  -  Royaume-Uni  - Maxi 45 tours / SP Stéréo  Carrère CAR 150T sorti en 1980

## Reprise
La chanson, King of the World a été reprise par le groupe de rock Virtual Alien à la fin des années 80.